# Second Coming (album)
Second Coming je druhé studiové album britské rockové skupiny The Stone Roses, vydané 5. prosince 1994 ve Spojeném království a počátkem roku 1995 v USA pod značkou Geffen Records. Jeho prodejnost ve světě přesáhla jeden milion kusů. Album bylo věnováno Philipovi Hallovi, publicistovi The Stone Roses, který v roce 1993 zemřel na rakovinu.

## Přijetí
Album Second Coming, vydané po více než pěti letech od debutu The Stone Roses a čtyři roky od posledního živého vystoupení skupiny, se setkalo se smíšeným přijetím jak u fanoušků tak u kritiky. The Stone Roses vstoupili po dlouhé době do změněné atmosféry – Oasis a Blur právě začali ve Spojeném království novou éru zvanou britpop.
Přesto se první vydaný singl „Love Spreads“ vyšplhal až na druhé místo žebříčku (pro očekávané první místo však šlo o zklamání) a samotné album na čtvrté místo (v Top 10 se mu podařilo udržet jen pár týdnů). Následné podpůrné turné naplánováno na začátek roku 1995 bylo zrušeno poté, co skupinu opustil bubeník Reni a skupina tak zůstala bez bubeníka.

## Oalbu
Přes všechna negativa je Second Coming považano za jedno z lepších v britské rockové historii. Skladbami se nese hypnotická rocková zkušenost a jsou plné tradičních rytmů. Funky rock, blues či jazz spojené s kytarou Johna Squirea, která silně připomíná sedmdesátá léta, vytvářejí dohromady jedinečný zvuk. V skladbách „Your Star Will Shine“ a „Tightrope“ je cítit venkovský až country styl (skupina se na nahrávání Second Coming přesunula z Manchesteru do Walesu, což do značné míry ovlivnilo jejich hudební styl).

## Seznam skladeb
Všechny skladby napsal John Squire, pokud není uvedeno jinak.
1. „Breaking into Heaven“ – 11:21
2. „Driving South“ – 5:09
3. „Ten Storey Love Song“ – 4:29
4. „Daybreak“ (John Squire, Ian Brown, Gary Mounfield, Alan Wren) – 6:33
5. „Your Star Will Shine“ – 2:59
6. „Straight to the Man“ – 3:15
7. „Begging You“ (John Squire, Ian Brown) – 4:56
8. „Tightrope“ – 4:27
9. „Good Times“ – 5:40
10. „Tears“ – 6:50
11. „How Do You Sleep“ – 4:59
12. „Love Spreads“ – 5:46

## Obsazení
- Ian Brown – zpěv
- John Squire – kytara, vokály
- Mani – baskytara
- Reni – bicí, vokály